# Birger Carlstedt

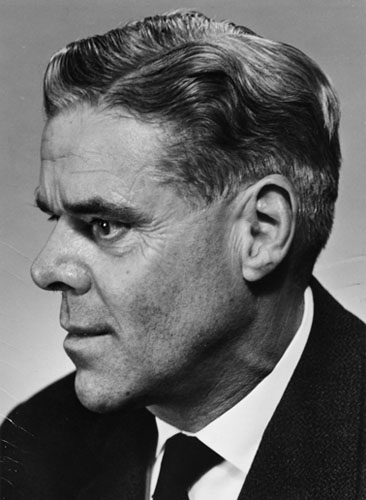

John Birger Jarl Carlstedt (* 12. Juli 1907 in Helsinki; † 3. Oktober 1975 ebenda) war ein finnlandschwedischer Maler und ein Pionier der modernen Kunst in Finnland.

## Leben
Als Sohn des Geschäftsmanns John Wilhelm Carlstedt und Amanda Josefina Lindström studierte er an der Schule der Vereinigung der Schönen Künste Finnlands und der „Zentralschule für Kunstfleiß“ (ein Vorläufer der Hochschule für Kunst, Design und Architektur an der Aalto-Universität).
Sein Malstil durchlief verschiedene Veränderungen mit Einflüssen aus Impressionismus, Expressionismus, Futurismus und abstrakter Kunst.
Während der Arbeit als Maler nach seinem Studium hatte er auch eine eigene Innenarchitekturfirma: Seine bemerkenswerteste Innenarchitektur war das Café Le Chat Doré in Helsinki (1929), das im Pariser Stil mit Bezug auf Art déco gestaltet war.
Carlstedt war dreimal verheiratet, zuerst ab 1932 mit Ingegärd Jacquette af Forselles, dann ab 1941 mit Inga Hjördis Beatrice Roos und schließlich ab 1949 mit der Pianistin France Ellegaard.

Serenata, Birger Carlstedt

In den Jahren 2019 und 2020 fand im Amos Rex Museum in Helsinki eine große retrospektive Ausstellung von Carlstedts Werken statt. Im Rahmen der Ausstellung rekonstruierte das Museum einen Teil des Innenraums des Cafés Le Chat Doré von 1929.